# Adams Park
Der Adams Park ist ein Fußballstadion in der englischen Stadt High Wycombe, Buckinghamshire. Es ist die Heimspielstätte des Fußballclubs Wycombe Wanderers, die momentan in der EFL League One vertreten ist. Darüber hinaus war es von 2002 bis 2014 an den Rugby-Union-Verein London Wasps aus Premiership Rugby vermietet. Von der Saison 2003/04 bis zur Saison 2005/06 hieß das Stadion offiziell Causeway Stadium, benannt nach dem Sponsor Causeway Technologies.

## Eröffnung
Die Eröffnung von Adams Park erfolgte zu Beginn der Saison 1990/91 mit einer Grundkapazität von 6.000 Zuschauern. Das seit 1895 bestehende Stadion Loakes Park wurde verkauft und wich einer Erweiterung des allgemeinen Krankenhauses von Wycombe.
Das Stadion wurde Adams Park in Anerkennung von Frank Adams benannt, einem ehemaligen Spieler, der das vorige Stadion Loakes Park erwarb und es dann dem Verein schenkte. 1988 verkaufte der Verein das Stadion dem Krankenhaus Wycombe General Hospital, um mit den Einnahmen ein neues Stadion zu bauen, das besser für professionellen Fußball geeignet war.

## Kapazität
Die Kapazität des Stadions laut der Lizenz vom Gemeinderat Wycombe District Council beträgt 9.617 Zuschauer, 8.123 davon sind Sitzplätze.
Für einen weiteren Ausbau des Stadions müssen weitere Zugangsmöglichkeiten gebaut werden, was aber dadurch erschwert wird, dass das Stadion neben einem geschützten Grüngürtel liegt.

## Erweiterungen
Als Wycombe Wanderers den Sprung in die damalige Football League Division 3 geschafft, wurde eine Fassungsvermögenerhöherung auf knapp 9.600 durch eine Ergänzung der Wellenbrecher an den Stehplatzbereichen ermöglicht.
Im Jahre 1996 wurde der Woodlands Stand (heute: Frank Adams Stand) mit 4.940 Sitzplätzen gebaut. Die Gastkurve wurde damit auch in Sitzplätze umgewandelt, welche zu Problemen bei Spielen gegen große Vereine geführt hatte als die 1.000 Sitzplätze nicht ausreichten.
2001 wurde die Gastkurve (auch als „Hillbottom Road End“ bekannt) um 1.000 Sitzplätze vergrößert. Damit stieg die Kapazität auf 11.000 Plätze, aber aus Sicherheitsgründen durften nur 10.000 davon benutzt werden.
Es gab Pläne, das Stadion noch weiter auszubauen. Die Rugby Football Union hatte verfügt, dass Rugbystadien von Vereinen der Premiership bis 2008 auf mindestens 12.000 Plätze erweitert werden müssen, um der größer gewordenen Nachfrage gerecht zu werden. Aber nach einem starken Rückgang der Besucher bei Rugby-Spielen, wurde diese Regelung vom Nationalverband zurückgenommen, und die Pläne von den London Wasps nicht realisiert.
Der Wycombe District Council hatte vor, ein neues Stadion mit einem Fassungsvermögen von bis zu 20.000 Plätzen für die Wycombe Wanderers und die London Wasps als Teil einer großen Sportstätte zu bauen. Aber nach dem Projektentwurf von Steve Hayes, Besitzer der zwei Vereine, und des Gemeinderates für ein Stadion, finanziert von Steuergeldern, vom Verkauf der Grundstücke des Fußballvereins (Stadion und Trainingsplatz) ohne Abgeltung, und von einem groß angelegten Siedlungsbau auf geschützter Grünanlage, kam es in der Stadt unter der Bevölkerung sowie Anhängern des Fußballvereins zu erheblichen Protesten, und das Projekt wurde vom Gemeinderat eingestellt.
2014 kündigte der Rugby-Verein London Wasps sein Mietverhältnis mit Wycombe Wanderers, nachdem Wasps die Ricoh Arena in Coventry von der Gemeinde erwarb.
2015 wurde das Fassungsvermögen des Valley-End vorübergehend von 1.974 auf 1.491 Stehplätze verringert, nachdem die Sicherheitsbehörde eine historische Fehlkalkulationen des zulässigen Sichtbereichs und eine unzulässige Höhe des Zaunes vor dem Spielfeld während einer regelmäßigen Sicherheitsprüfung des Stadions feststellte. Das neue Fassungsvermögen gilt, bis Abstellmaßnahmen eingeleitet werden. Die Gesamtkapazität des Stadions beträgt jetzt 9.617 Plätze.

## Zuschauerschnitt und Besucherrekord
Die größte Zuschauerkulisse stammt vom 13. Juli 2005 aus einem Freundschaftsspiel zwischen den Wycombe Wanderers und dem FC Chelsea, dass 10.000 Zuschauer sahen. Die Rekordmarke im alten Loakes Park, in dem der Verein von 1895 bis 1990 spielte, vom 25. Februar 1950 liegt bei 15.850 Besuchern bei dem Spiel der 4. Runde im FA Amateur Cup gegen St Albans City. Der Zuschauerschnitt bezieht sich auf die Spiele der Wycombe Wanderers.
- 2012/13: 3.721 (Football League Two)
- 2013/14: 3.681 (Football League Two)
- 2014/15: 4.044 (Football League Two)
- 2015/16: 4.004 (Football League Two)
- 2016/17: 3.917 (EFL League Two)

## Tribünen
- Beechdean Dairy Ice Cream Stand – (Nord, Haupttribüne, 1.267 Sitzplätze)
- Frank Adams Stand – (Süd, Gegentribüne, 4.990 Sitzplätze)
- Panache Stand – (Ost, Hintertortribüne, 2.053 Sitzplätze, Gästerang)
- Bucks New University Stand – (West, Hintertortribüne, 1.974 Stehplätze)